# Georges Riera
Georges Riera (?, 1936), Georges, Henri, Ernest de noms de fonts i Riera o Riéra segons grafies, va ser el primer president (rector) de la Universitat de Perpinyà Via Domícia, i ha tingut diversos càrrecs tant a l'administració educativa com a la Hisenda francesa.

## Biografia
Estudià a la universitat de Montpeller, on el 1964 obtingué el Diploma d'estudis superiors en economia política, dret públic i ciència política amb un treball sobre el Partit Socialista als Pirineus Orientals. S'hi doctorà en dret públic el 1966 amb una tesi sobre el dret de les nacionalitzacions, i a l'any següent hi treballava com a encarregat de curs a la Facultat de Dret i Ciències econòmiques.
A Perpinyà, era professor ajudant (mâitre-assistant) de l'assignatura de Dret públic quan el 21 de desembre del 1970, i fins al 1975 va ser president (rector), el primer del nounat "Centre Universitari de Perpinyà" (depenent de la universitat de Montpeller), embrió de la futura Universitat de Perpinyà Via Domícia. Esdevingué director de l'"Institut Universitaire de Technologie" de Perpinyà, i a l'octubre del 1980 fou renovat per quatre anys en aquesta posició.
L'octubre del 1984 va ser nomenat rector de la circumscripció educativa dels Alps Marítims i el Var (Acadèmia de Niça), on romangué fins al novembre de l'any següent, quan canvià aquesta destinació per la rectoria del Franc Comtat (Acadèmia de Besançon), on romangué fins al 1989.
La seva carrera feu seguidament un important gir quan entrà a la hisenda pública estatal. Després d'un temps com a Tresorer Pagador General (trésorier-payeur général) substitut al departament de la Corresa, el 1992 ocupa el càrrec de T.P.G. a la tresoreria de Saint-Brieuc (Costes del Nord), i el 1995 va ser nomenat Tresorer Pagador General a Nancy (Meurthe-et-Moselle), on s'hi jubilà el 2003 amb la categoria de T.P.G. honorari.
El 2009 era membre de la Comissió encarregada de controlar la implantació de càmeres de vídeovigilància a la Catalunya del Nord, quan fou cridat a presidir la comissió de tres "homes savis" que, en representació de l'estat francès, hagué de tutelar provisionalment el municipi de Sant Cebrià de Rosselló després del suïcidi del batlle i l'empresonament del successor per múltiples irregularitats.
Georges Riera ha estat distingit amb els graus de cavaller (14.2.1986), oficial (8.4.1998) i comandant (13.5.2011) de la Legió d'Honor, així com amb el grau d'oficial de l'Orde Nacional del Mèrit francesa (3.12.1994)

## Obres
- Le Parti socialiste dans les Pyréneées orientales [Mémoire DES - Science politique].  París: s.n., 1965.
- Les Travaux de l'électricité de France: contribution au droit des nationalisations [tesi doctoral].  s.l.: L'auteur, 1966.
- «Le Jacobisme et le mythe de sa survivance». Revue administrative, vol. 20, nº 117, 118, 1967, pàg. 253-259, 388-395.
- «Une incarnation de la centralisation administrative: L'aménagement touristique du littoral Languedoc-Roussillon». Revue administrative, vol. 21, nº 126, 1967, pàg. 691-699.
- L'Andorre.  París: A. Pedone, 1968.
- Frances, Jean; Riéra, Georges «Les Pyréneées-Orientales. Un cas particulier de développement régional». L'Économie Méridionale, vol. XV, nº 57, janvier-mars 1967.
- Barate, Claude; Riera, Georges «Le dépassement des contradictions en Andorre, un scénario de l'impossible». Revue de droit public et de science politique en France et à l'étranger, mars-avril 1980, pàg. 367-407.[Enllaç no actiu]
- «Réflexions désordonnées sur l'Etat». Revue du droit public et de la science politique en France et a l'etranger, nº 2, mars-avril 1984, pàg. 311-362.
- «Le Huron à l'Université». Commentaire, nº 71, Automne 1995, pàg. 657-658. Arxivat de l'original el 2016-03-06 [Consulta: 11 gener 2015].